# Новоспасівська волость
Новоспасівська волость — історична адміністративно-територіальна одиниця Маріупольського повіту Катеринославської губернії із центром у селі Новоспасівське.
Станом на 1886 рік складалася з 6 поселень, 3 сільських громад. Населення — 7268 осіб (3619 чоловічої статі та 3647 — жіночої), 1052 дворових господарства.
|                     | Площа, десятин | У тому числі орної, дес. |
| ------------------- | -------------- | ------------------------ |
| Сільських громад    | 22896          | 19626                    |
| Приватної власності | 6570           | 3300                     |
| Казенної власності  | 1023           | 670                      |
| Іншої власності     | —              | —                        |
| Загалом             | 30489          | 23596                    |

Поселення волості:
- Новоспасівське — колишнє село азовських козаків при річці Берда за 50 верст від повітового міста, 4650 осіб, 677 дворових господарств, православна церква, школа, поштова станція, цегельний завод, 9 лавок, 3 ярмарки на рік.
- Деревецькі Хутори — колишнє поселення азовських козаків при балці Деревецькій хутори, 314 осіб, 51 дворове господарство, лавка.
- Петрівка — колишнє село азовських козаків при річці Берда й Азовському морі, 2096 осіб, 312 дворових господарств, 2 православні церкви, школа, 4 рибний завод, 4 лавки. За 13 верст — рибний завод.

За даними на 1908 рік у волості налічувалось 4 поселення, загальне населення — 15 940 осіб (8057 чоловічої статі та 7883 — жіночої), 3204 дворових господарств.